# Ministerstwo Edukacji (Izrael)
Ministerstwo Edukacji (hebr.: מִשְׂרָד הַחִנּוּךְ Misrad Ha-Hinuch) – izraelskie ministerstwo odpowiedzialne za edukację w Izraelu.
Ministerstwo zostało utworzone w 1949 jako Ministerstwo Edukacji i Kultury, a pierwszym ministrem był Zalman Szazar. W 1994 zmieniło nazwę na Ministerstwo Edukacji, Kultury i Sportu, w 1999 na Ministerstwo Edukacji, by po dwóch latach powrócić do poprzedniej nazwy. W 2006 ponownie zmieniona nazwę na Ministerstwo Edukacji, wydzielone zostało osobne Ministerstwo Kultury i Sportu. Aktualnym ministrem edukacji jest Jo’aw Kisz.

## Ministrowie
Lista ministrów edukacji od 1949:
| Imię i nazwisko     | Początek kadencji   | Koniec kadencji  | Partia polityczna              | Rząd               | Uwagi                    |
| ------------------- | ------------------- | ---------------- | ------------------------------ | ------------------ | ------------------------ |
| Zalman Szazar       | 10 marca 1949       | 1 listopada 1950 | Mapai                          | 1.                 |                          |
| Dawid Remez         | 1 listopada 1950    | 19 maja 1951     | Mapai                          | 2.                 | zmarł w trakcie kadencji |
| Ben-Cijjon Dinur    | 8 października 1951 | 3 listopada 1955 | Mapai                          | 3., 4., 5., 6.     |                          |
| Zalman Aran         | 3 listopada 1955    | 10 maja 1960     | Mapai                          | 7., 8., 9.         |                          |
| Abba Eban           | 10 maja 1960        | 26 czerwca 1963  | Mapai                          | 9., 10.            |                          |
| Zalman Aran         | 26 czerwca 1963     | 15 grudnia 1969  | Mapai, Koalicja Pracy          | 11., 12., 13., 14. |                          |
| Jigal Allon         | 15 grudnia 1969     | 3 czerwca 1974   | Koalicja Pracy                 | 15., 16.           |                          |
| Aharon Jadlin       | 3 czerwca 1974      | 20 czerwca 1977  | Koalicja Pracy                 | 17.                |                          |
| Zewulun Hammer      | 20 czerwca 1977     | 13 września 1984 | Mafdal                         | 18., 19., 20.      |                          |
| Icchak Nawon        | 13 września 1984    | 15 marca 1990    | Koalicja Pracy                 | 21., 22., 23.      |                          |
| Zewulun Hammer      | 15 marca 1990       | 13 lipca 1992    | Mafdal                         | 24.                |                          |
| Szulammit Alloni    | 13 lipca 1992       | 11 maja 1993     | Merec                          | 25.                |                          |
| Icchak Rabin        | 11 maja 1993        | 7 czerwca 1993   | Partia Pracy                   | 25.                | równocześnie premier     |
| Amnon Rubinstein    | 30 maja 1994        | 18 czerwca 1996  | Merec                          | 25., 26.           |                          |
| Zewulun Hammer      | 18 czerwca 1996     | 20 stycznia 1998 | Mafdal                         | 27.                | zmarł w trakcie kadencji |
| Jicchak Lewi        | 25 lutego 1998      | 6 lipca 1999     | Mafdal                         | 27.                |                          |
| Josi Sarid          | 6 lipca 1999        | 24 czerwca 2000  | Merec                          | 28.                |                          |
| Ehud Barak          | 24 września 2000    | 7 marca 2001     | Jeden Izrael                   | 28.                | równocześnie premier     |
| Limor Liwnat        | 7 marca 2001        | 14 stycznia 2006 | Likud                          | 29., 30.           |                          |
| Me’ir Szitrit       | 18 stycznia 2006    | 4 maja 2006      | Kadima                         | 30.                |                          |
| Juli Tamir          | 4 maja 2006         | 31 marca 2009    | Partia Pracy                   | 31.                |                          |
| Gidon Sa’ar         | 31 marca 2009       | 18 marca 2013    | Likud                          | 32.                |                          |
| Szaj Piron          | 18 marca 2013       | 14 maja 2015     | Jest Przyszłość                | 33.                |                          |
| Naftali Bennett     | 14 maja 2015        | 4 czerwca 2019   | Żydowski Dom, Nowa Prawica     | 34.                |                          |
| Binjamin Netanjahu  | 4 czerwca 2019      | 23 czerwca 2019  | Likud                          | 34.                | równocześnie premier     |
| Rafi Perec          | 23 czerwca 2019     | 17 maja 2020     | Unia Partii Prawicowych/Jamina | 34.                |                          |
| Jo’aw Galant        | 17 maja 2020        | 13 czerwca 2021  | Likud                          | 35.                |                          |
| Jifat Szasza-Bitton | 13 czerwca 2021     | 29 grudnia 2022  | Nowa Nadzieja                  | 36.                |                          |
| Jo’aw Kisz          | 29 grudnia 2022     |                  | Likud                          | 37.                |                          |